# アッティカ (ジェフスキー)
『アッティカAttica』は、フレデリック・ジェフスキー作曲の
ナレーターと伴奏楽器のための音楽作品。1971年作曲。
『カミング・トゥゲザー』と同様に、同年に発生したアッティカ刑務所暴動をモティーフにした作品で、
変ロ長調、4/4拍子、テンポは四分音符=80-84の指示がある。全197小節からなる。
楽譜に楽器の指定はなく、何を使用するかは演奏者の自由である。
楽譜の冒頭には、Coming Together, Part twoとの注釈が書かれており、ほとんど『カミング・トゥゲザー』と
セットで演奏される。『カミング・トゥゲザー』の強い集中力とは対照的に
単純な音楽で、一種牧歌的である。

## 歌詞
ナレーターの歌詞はいたって単純で、"Attica is in front of me."という言葉を
分割して何度も繰り返すのみである。ただ、録音された演奏では、楽譜に書かれていない以下のせりふが、音楽が始まる前に
ナレーターによって朗読されている。
One of the leaders of the rising in Attica prison was Richard X.Clark.
アッティカ刑務所暴動のリーダーの1人が、リチャード・X・クラークだった。
On February 8th 1972, Clark was set free from Attica.
1972年2月8日、クラークはアッティカ刑務所から釈放された。
As the car that was taking him to Buffalo passed the Attica village limits, he was asked how it felt to put Attica behind him.
クラークをバッファローへと送る車がアッティカ村のはずれを通りつつあるとき、彼は、アッティカから離れていくのをどう感じるかと尋ねられた。
He said："Attica is in front of me."
クラークは言った。「アッティカは僕の前にあるんだ。」
朗読は伴奏楽器なしで行われている。
このせりふをナレーターが語るようにしたのは、CDのライナーノーツを読む限り、
ジェフスキー自身による提案のようである。

## 演奏時間
約9分

## 作曲者による演奏の指示
楽器は『カミング・トゥゲザー』と同じである。
いくつかの楽器は変ロ音か、変ロ長調の和音をドローンとして保持する。
他の楽器は楽譜に書かれた旋律に従い、任意に演奏と中断をおこなう。
書かれたピッチで演奏するか、その6度下、または3度上を演奏する。
常に調は、変ロである。いくつかの楽器は、メロディーの範囲内で自由に即興してもよい。
音楽はやわらかく始まり、次第にフォルテになり、3ページ目の5段目で再びピアノへと弱まっていく。
そしてもう1度フォルテにまで強くし、最後は非常に強く終わる。
ナレーターは歌詞を語るか、任意で歌ってもよい。

## 楽譜
出版はされていないが、作曲者が公開している。webから誰でも自由に無料で合法的に入手できる。

## 録音
- Hungarothon Group180 HCD12545
- Opus One